# La vil·la dels divendres
La vil·la dels divendres (títol original: La villa del venerdi, distribuït internacionalment amb el nom de Husband and Lovers) és una pel·lícula italiana dirigida per Mauro Bolognini, estrenada l'any 1991. Ha estat doblada al català.
Aquest film dramàtic i eròtic és l'adaptació de la novel·la homònima escrita per Alberto Moravia. És l'últim film de Mauro Bolognini.

## Argument
Després de casar-se, Alina declara a Stefan que vol de totes totes tenir un amant. Stefan accepta a condició que la seva dona li relati tots els detalls sobre la seva relació. Però aviat, serà el torn de l'amant de posar exigències…

## Repartiment
- Julian Sands: Stefan
- Joanna Pacula: Alina
- Tchéky Karyo: Paolo
- Lara Wendel: Louisa
- Jeanne Valérie: Mare de Louisa
- Sara Ricci
- Marco Di Stefano: Piero
- Sonia Topazio: Perla
- Veronica Del Chiappa
- Ines Nobili